# Belisana sepaku
Belisana sepaku là một loài nhện trong họ Pholcidae. Loài này có ở Borneo.